# Ädelost

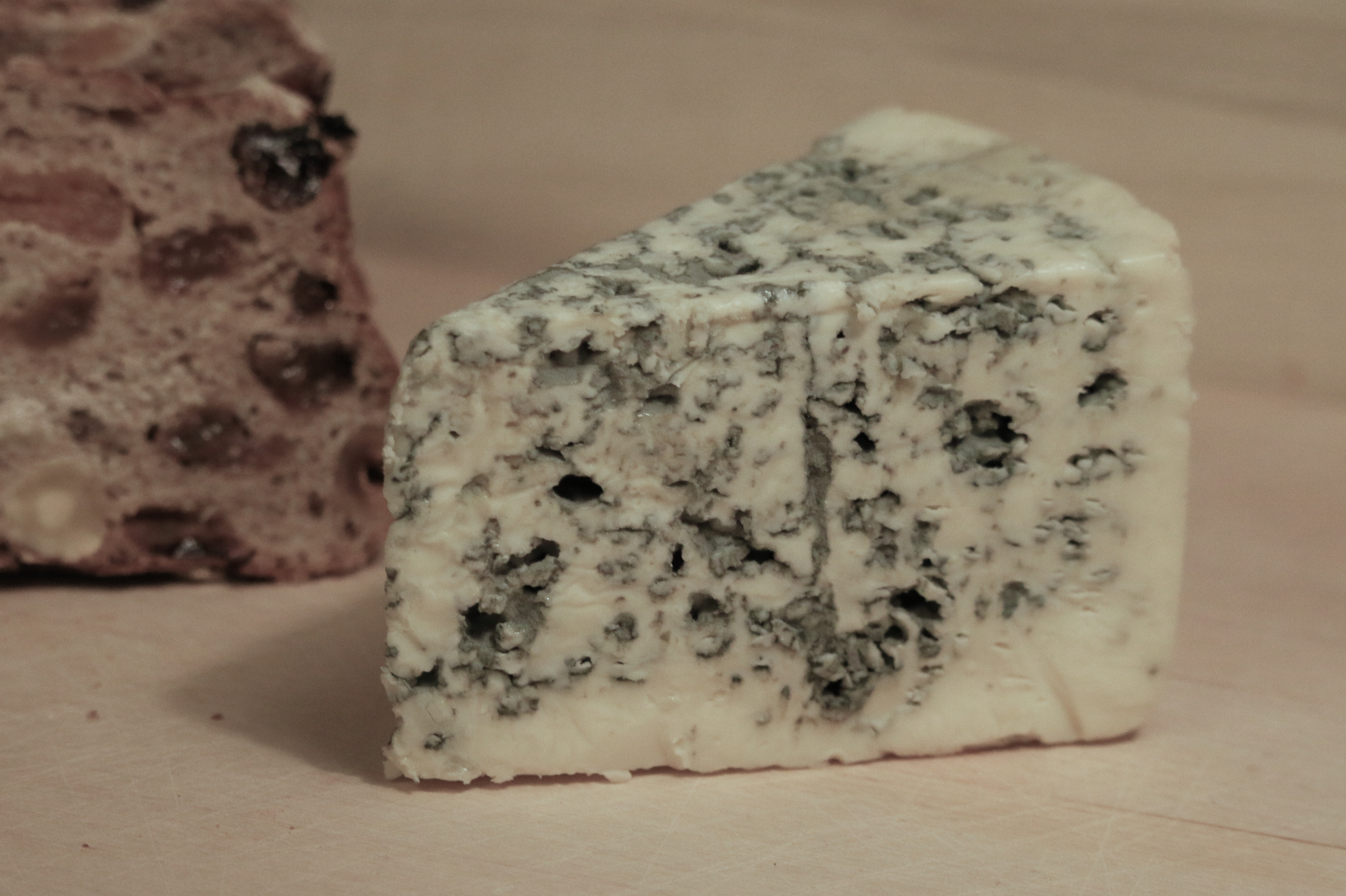
Ädelost-Käse (2018)

Ädelost (dt.: Edelkäse) ist ein Blauschimmelkäse aus Schweden, der aus pasteurisierter Kuhmilch industriell hergestellt wird. In den Handel kommt er in Form eines Zylinders von 18 cm Durchmesser und 10 cm Höhe bei einem Gewicht von 2,5 kg oder als Schmelzkäse in Tuben.

## Herstellung
Pasteurisierte Kuhmilch wird zusammen mit Milchsäurebakterien und Edelschimmel (Penicillium roqueforti) erwärmt. Sobald der Lab eingedickt ist, wird dieser gewürfelt und in Käseformen gefüllt. Überschüssiges Labwasser wird abgetropft und die Käselaibe gesalzen. Während der zwei- bis dreimonatigen Reifephase werden sie mit Edelstahlnadeln pikiert. Dadurch kann Sauerstoff ins Innere der Laibe gelangen und sich der Blauschimmel gleichmäßig entwickeln.